# Орден Освободителя Сан-Мартина
Эта статья об аргентинской награде. О венесуэльской награде см. Орден Освободителя
Орден Освободителя Сан-Мартина (исп. La Orden del Libertador San Martín) — высшая государственная награда Аргентины.

## История
Орден был учреждён 17 августа 1943 года в честь национального героя Аргентины — генерала Хосе де Сан-Мартина.

## Статут

### Степени
- Цепь ордена — зарезервирована за главами государств.
- Большой крест — знак ордена на плечевой ленте, звезда
- Гранд офицер — знак ордена на шейной ленте, звезда
- Командор — знак ордена на шейной ленте
- Офицер — знак ордена на нагрудной колодке с розеткой
- Кавалер — знак ордена на нагрудной колодке

### Описание
Знак ордена представляет собой шестнадцатилучевое солнце с волнистыми малыми лучами между большими лучами. В центральном медальоне погрудное изображение генерала Хосе де Сан-Мартина. Медальон окружён тройной каймой — белая, голубая, белая. На голубой кайме золотыми буквами надписи: «Libertador» вверху, и «San Martin» — внизу.
Знак при помощи двух переходных звеньев (первое — лавровый венок с мечом; второе — орёл, расправивший крылья) подвешен к орденской цепи, состоящей из лавровых венков, покрытых эмалью зелёного цвета, и «майских солнц» (элемент государственного флага Аргентины).
Звезда ордена повторяет знак, только большего размера.
Инсигнии степени Большого креста изготавливаются из золота. Остальные степени — из серебра.